# Heneage Finch, 1. Earl of Aylesford

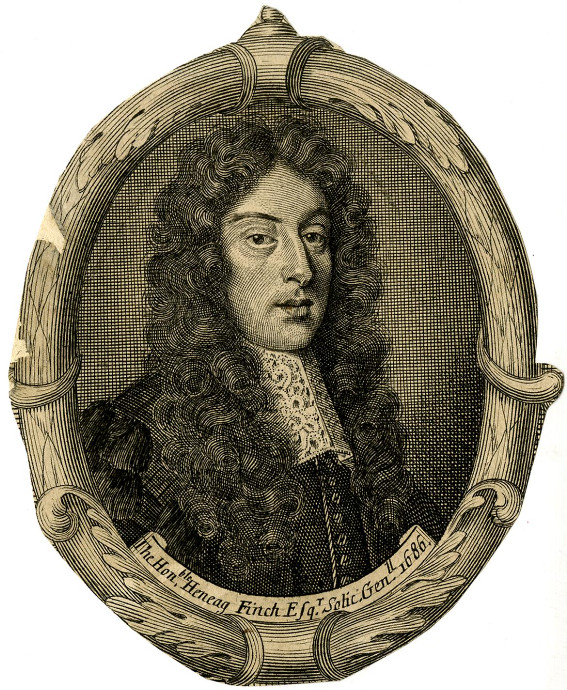
Porträt von Heneage Finch, Ausschnitt einer Platte zum Prozess der Sieben Bischöfe (zwischen 1688 und 1700)

Heneage Finch, 1. Earl of Aylesford (* um 1649; † 22. Juli 1719 in Albury, Surrey) war ein englischer Jurist, Politiker und Chancellor of the Duchy of Lancaster.

## Leben
Er war der zweite Sohn des Heneage Finch, 1. Earl of Nottingham, aus dessen erster Ehe mit Elizabeth Harvey. Er studierte ab 1664 Christ Church College der Universität Oxford und wurde 1673 als Barrister am Inner Temple zugelassen. 1677 wurde er zum Kronanwalt ernannt.
1679 war er zeitweise Abgeordneter der Universität Oxford im englischen House of Commons. Er gehörte der Partei der Tories an. 1679 wurde er zum königlichen Solicitor-General ernannt. Nach Unstimmigkeiten mit König James II. wurde er 1686 dieses Amtes wieder enthoben. Von 1685 bis 1687 war er als Abgeordneter für Guildford, von 1689 bis 1698 und von 1701 bis 1703 als Abgeordneter der Universität Oxford erneut Mitglied des House of Commons.
Am 15. März 1703 wurde er zum Baron Guernsey erhoben und dadurch Mitglied des House of Lords. Fünf Tage darauf wurde er auch ins Privy Council aufgenommen. Am 14. Oktober 1714 wurde er zum Kanzler des Duchy of Lancaster ernannt und hatte dieses Amt bis Februar 1716 inne. Am Vortag der Krönung König Georgs I. wurde er am 19. Oktober 1714 zum Earl of Aylesford erhoben.

## Ehe und Nachkommen
Am 16. Mai 1678 heiratete Elizabeth Banks, Tochter von Sir John Banks, 1. Baronet. Nach dem Tod seines Schwiegervaters erwarb er im Oktober 1699 dessen Anwesen in Aylesford, Kent. Mit Elizabeth hatte er fünf Kinder:
- Lady Elizabeth Finch (1679–1757) ⚭ Robert Benson, 1. Baron Bingley;
- Heneage Finch, 2. Earl of Aylesford (1683–1757);
- Lady Anne Finch († 1751) ⚭ William Legge, 1. Earl of Dartmouth;
- Hon. John Finch († um 1740) ⚭ Elizabeth Savile;
- Lady Frances Finch († 1758/59) ⚭ Sir John Bland, 5. Baronet.